# Marjo Matikainen-Kallström
Marjo Tuulevi Matikainen-Kallström (Lohja, 3 de febrero de 1965) es una deportista finlandesa que compitió en esquí de fondo. 
Participó en dos Juegos Olímpicos de Invierno, obteniendo en total cuatro medallas:  bronce en Sarajevo 1984, en la prueba de relevo (junto con Pirkko Määttä, Eija Hyytiäinen y Marja-Liisa Hämäläinen), y tres en Calgary 1988, oro en 5 km y bronce en 10 km y el relevo (con Pirkko Määttä, Marja-Liisa Kirvesniemi y Jaana Savolainen).
Ganó siete medallas en el Campeonato Mundial de Esquí Nórdico, en los años 1987 y 1989.

## Palmarés internacional
| Juegos Olímpicos   | Juegos Olímpicos      | Juegos Olímpicos  | Juegos Olímpicos |
| Año                | Lugar                 | Medalla           | Prueba           |
| ------------------ | --------------------- | ----------------- | ---------------- |
| 1984               | Sarajevo (Yugoslavia) | Medalla de bronce | Relevo 4 × 5 km  |
| 1988               | Calgary (Canadá)      | Medalla de oro    | 5 km             |
| 1988               | Calgary (Canadá)      | Medalla de bronce | 10 km            |
| 1988               | Calgary (Canadá)      | Medalla de bronce | Relevo 4 × 5 km  |
| Campeonato Mundial |                       |                   |                  |
| Año                | Lugar                 | Medalla           | Prueba           |
| 1987               | Oberstdorf (RFA)      | Medalla de oro    | 5 km             |
| 1987               | Oberstdorf (RFA)      | Medalla de plata  | 10 km            |
| 1989               | Lahti (Finlandia)     | Medalla de oro    | 15 km            |
| 1989               | Lahti (Finlandia)     | Medalla de oro    | Relevo 4 × 5 km  |
| 1989               | Lahti (Finlandia)     | Medalla de plata  | 10 km EL         |
| 1989               | Lahti (Finlandia)     | Medalla de bronce | 10 km EC         |
| 1989               | Lahti (Finlandia)     | Medalla de bronce | 30 km            |